# Euryades duponchelii
Euryades duponchelii är en fjärilsart som först beskrevs av Lucas 1836.  Euryades duponchelii ingår i släktet Euryades och familjen riddarfjärilar. Inga underarter finns listade i Catalogue of Life.

## Bildgalleri

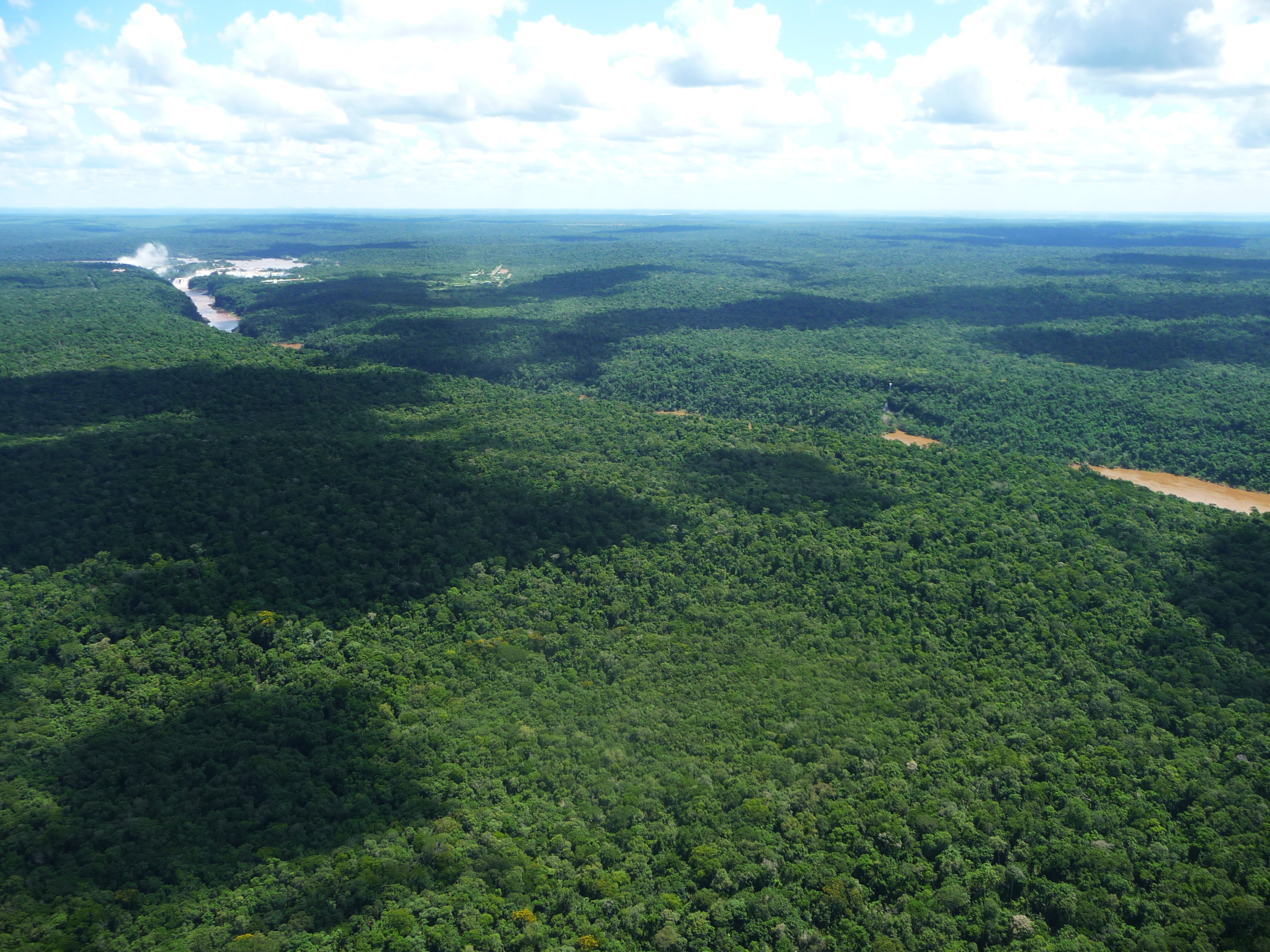